# Capella de l'Hospital de la Santa Creu
La Capella de l'Hospital de la Santa Creu és un edifici religiós al terme municipal de Tortosa (Baix Ebre). L'edifici actual, de planta rectangular, està situat dins el recinte de l'Hospital i Llars d'Avis de la Santa Creu, al final del passeig de mossèn Valls, al costat mateix de la capella del noviciat de la Consolació. L'antiga capella de l'Hospital de la Santa Creu és un edifici desaparegut del que en resta una part del mur lateral esquerre (costat de l'Evangeli) de la capella, afegit com a prolongació al cos dret de la façana principal de l'Hospital. Tant les restes de l'antiga capella com la capella actual estan catalogades l'Inventari del Patrimoni Arquitectònic de Catalunya en dos registres diferenciats.

## Capella actual
La seva estructura és d'una gran senzillesa: una petita nau amb coberta a dues vessants, d'angle d'inclinació lleuger, que a la part de la capçalera es perllonga en un altre cos del mateix tipus, encara que de dimensions més reduïdes. Aquest cos intermedi dona pas a un altre, igual, però més petit que els dos primers. Així, lateralment, la capella ofereix un curiós efecte originat per la successió esglaonada dels tres cossos (a més de la sensació de bloc compacte per la manca d'obertures). La façana principal concentra l'ornamentació exterior de l'edifici, en primer lloc dividint la seva superfície amb una estructura metàl·lica que és, en síntesi, la repetició en dimensions progressivament més petites, dels vessants de la coberta (també per la porta), i amb un mural relatiu a fets de les funcions de l'Hospital realitzat a les mateixes manises que cobreixen el mur.
Aquesta capella fou edificada per substituir l'antiga capella que s'aixecava al carrer Misericòrdia, al costat mateix de la façana principal de l'Hospital, la part més antiga del recinte que encara es conserva (vegeu fitxa 13742). La inauguració de la nova capella va suposar l'enderrocament de l'antiga, l'any 1982.

## Antiga capella
Només en resta una part d'un mur. La seva superfície està dividida en quatre registres verticals. Els tres primers, des dels peus, presenten arcs de mig punt separats els uns dels altres per pilastres de línies molt simples i esquemàtiques. Aquests arcs emmarquen uns petits espais on es trobaven, probablement, els altars de la capella (la seva planta, rectangular, té la mateixa profunditat que l'intradós de l'arc), amb una fornícula, també d'arc de mig punt, de vegades al centre de la seva paret. Damunt els arcs dels altars i connectant els suposats capitells de les pilastres, apareix una espècie de cornisament, també de perfils molt senzills. Aquesta ordenació del mur lateral dona una idea aproximada del tipus de capella existent en el seu moment (idea confirmada per les fotografies que s'observen): planta de nau única amb petites obertures a manera de capelles laterals entre uns probables contraforts de reduïda secció. El quart registre vertical del mur que encara es manté en peu presenta la superfície llisa, sense arcs de mig punt ni fornícules, probablement l'altar major de la capella.
Aquesta resta correspon a la que fou fins al 1981-1982 la capella de l'Hospital de la Santa Creu, edificada probablement a finals del segle xix. Cal recordar que la mare Maria Rosa Molas, directora d'aquest hospital durant bona part de la segona part del segle xix i fundadora de la congregació de les Germanes de la Consolació, escoltava missa i feia oració des d'un petit lloc elevat annex a la capella que encara avui en dia existeix (dona al mur que resta en peu, mantingut potser per conservar aquest testimoni de la vida de la beata). La capella fou enderrocada l'any 1982, quan s'inaugurà la nova capella situada al final del passeig de mossèn Valls.